# Крилатица
 Тази статия е за селото в България.  За селото в Северна Македония вижте Крилатица (община Кратово).  
Крилатица е село в Южна България. То се намира в община Кирково, област Кърджали.

## География
Село Крилатица е разположено в долината на река Върбица, на десния ѝ бряг. Отстои на 4 км северно от общинския център село Кирково.

## Население
Преброяване на населението през 2011 г.
Численост и дял на етническите групи според преброяването на населението през 2011 г.:
|                     | Численост | Дял (в %) |
| Общо                | 173       | 100,00    |
| Българи             | 0         | 0,00      |
| Турци               | 169       | 97,68     |
| Цигани              | 0         | 0,00      |
| Други               | 0         | 0,00      |
| Не се самоопределят | 4         | 2,31      |
| Неотговорили        | 0         | 0,00      |